# 알렉산드르 미하일로비치 대공
알렉산드르 미하일로비치 대공(러시아어: Александр Михайлович, 1866년 4월 13일 ~ 1933년 2월 26일)은 러시아 제국의 대공이다.

## 생애
러시아 제국의 지배를 받고 있던 조지아 트빌리시에서 미하일 니콜라예비치 대공과 체칠리에 폰 바덴 대공녀의 6남 1녀 중 4남으로 아들로 태어났다. 애칭은 "산드로"(Sandro)였으며 처남인 니콜라이 2세와 매우 가까웠다. 1885년 해군사관학교 사관후보생 과정을 졸업한 이후에 러시아 제국 해군 장교로 복무했고 일본 제국, 브라질 제국을 친선 방문하기도 했다.
1894년에 알렉산드르 3세 황제의 장녀인 크세니야 알렉산드로브나 여대공과 결혼했으며 부모처럼 슬하에 6남 1녀를 두었다. 같은 새대의 황족들중에서 콘스탄틴 콘스탄티노비치 대공과 함께 유이하게 아들을 6남이상 두었다. 니콜라이 2세 황제의 조언자 역할을 수행하기도 했으며 1909년에는 해군 중장 계급을 받았다.
1895년부터는 러시아 제국 태평양 함대의 강화에 나섰다. 1896년 해군사관학교 교관으로 채용된 이후에는 전술 이론을 담당했다. 1901년부터 1902년까지 러시아 제국 흑해 함대의 로티슬라프 전함의 함장을 맡았고 1903년에는 흑해 함대 하급 함대 사령관으로 임명되었다.
1904년부터 1905년 사이에 일어난 러일 전쟁 기간 동안에는 무장 상선 선단의 지휘관을 맡았다. 전쟁 이후에는 해군참모본부 창설에 주력하는 한편 해군 함대의 재편성, 신형 전함 건조를 주장했다. 1910년에는 세바스토폴 교외에 항공 전문학교를 설립했다. 제1차 세계 대전 기간 동안에는 러시아 제국 공군 사령관으로 임명되었고 1916년 12월에는 러시아 제국 공군 감사관으로 임명되었다.
러시아 혁명 이전에는 그의 형인 미하일 미하일로비치 대공과 함께 프랑스 비아리츠, 코트다쥐르로 휴가를 떠났다. 1908년에는 칸에 호텔 카를통(Hôtel Carlton)을 건립하는 과정에서 재정적인 지원을 했다.
1917년 러시아 혁명을 계기로 러시아 제국이 붕괴된 이후에는 프랑스로 이주했다. 프랑스 파리에 거주하면서 회고록을 집필했으며 에티오피아 제국의 황태자였던 하일레 셀라시에와의 교류를 가졌다. 또한 고고학에 흥미를 가졌기 때문에 각지를 여행하기도 했다.

## 자녀
| 사진 | 이름                           | 생일   | 사망   | 기타                              |
| ---- | ------------------------------ | ------ | ------ | --------------------------------- |
|      | 이리나 알렉산드로브나 유수포바 | 1895년 | 1970년 | 펠릭스 유수포프의 아내, 슬하 1녀. |
|      | 안드레이 알렉산드로비치        | 1897년 | 1981년 | 슬하 2남 2녀.                     |
|      | 표도르 알렉산드로비치          | 1898년 | 1968년 | 슬하 1남 1녀.                     |
|      | 니키타 알렉산드로비치          | 1900년 | 1974년 | 슬하 2남.                         |
|      | 드미트리 알렉산드로비치        | 1901년 | 1980년 | 슬하 1녀.                         |
|      | 로스티슬라프 알렉산드로비치    | 1902년 | 1978년 | 슬하 2남.                         |
|      | 바실리 알렉산드로비치          | 1907년 | 1989년 | 슬하 1녀.                         |